# パーヴェル・ゲルト

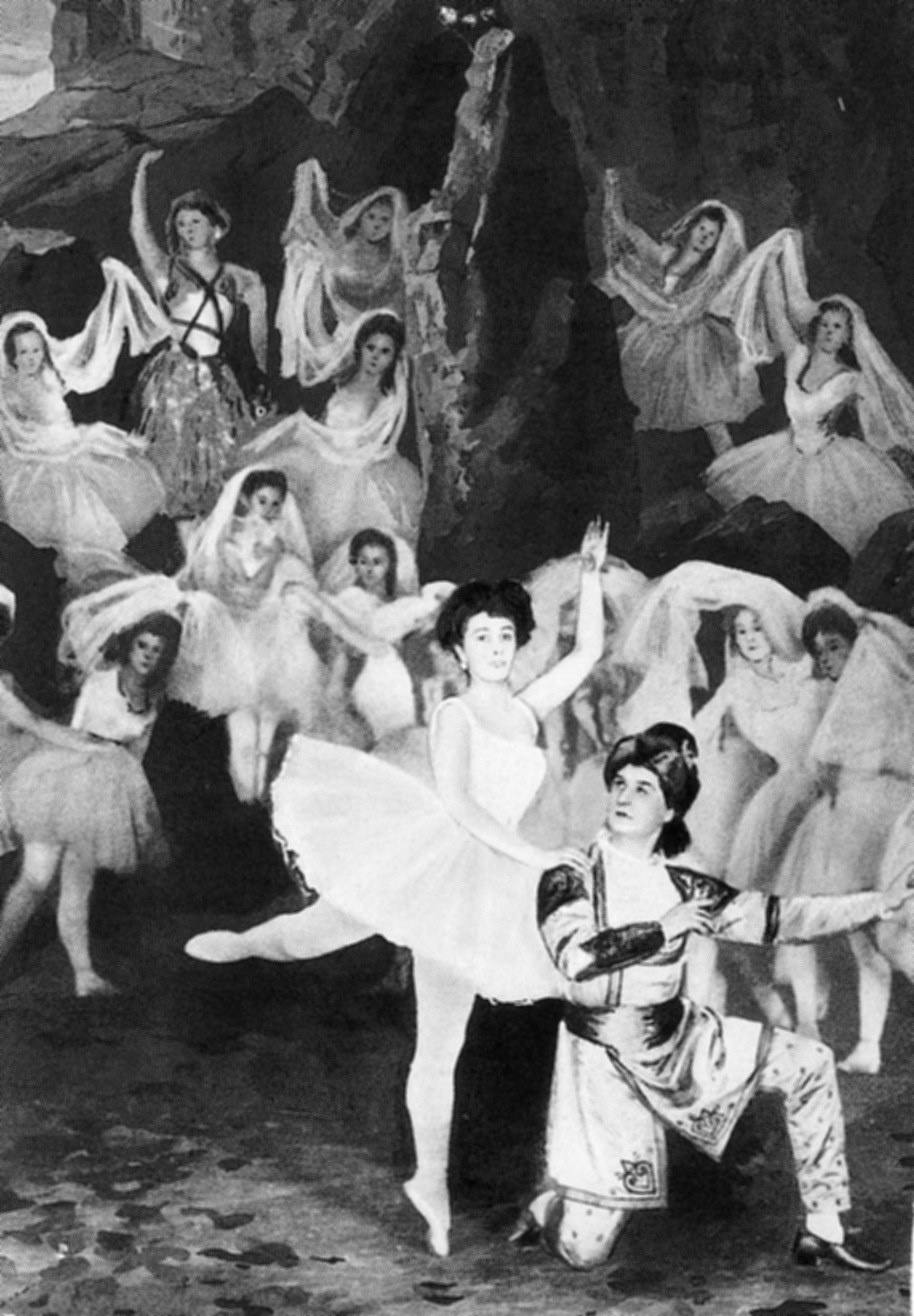
『ラ・バヤデール』「影の王国」でのパーヴェル・ゲルト、ニキヤ役はマチルダ・クシェシンスカヤ、1900年

パーヴェル・アンドレエヴィチ・ゲルト （露: Павел Андреевич Гердт, Pavel Andreyevich Gerdt, 1844年11月22日 - 1917年8月12日） は、ロシアのバレエダンサーである。
ロシア帝室バレエ団で活躍し、チャイコフスキーの3大バレエ（白鳥の湖、眠れる森の美女、くるみ割り人形）の王子役を初演した人物として知られている。

## プロフィール
パーヴェル・ゲルトは、1844年にサンクトペテルブルク近郊で誕生した。
ゲルトはアレクサンドル・ピメノフ（Alexander Pimenov）の指導を受け、1860年に舞台デビューを飾った。彼は19世紀後半のロシア・バレエにおける代表的男性バレエダンサーで、マリウス・プティパ振付作品の多くで主役級の役柄を演じている。
ゲルトは1916年に現役を引退し、1917年にフィンランドで死去した。
ゲルトはバレエ教師としても活動し、生徒にはミハイル・フォーキン、ヴァーツラフ・ニジンスキー、ジョージ・バランシン、タマラ・カルサヴィナ、アンナ・パヴロワなどの名前が残っている。
彼の娘エリザヴェータ・ゲルト（1891年 - 1975年） も、バレエダンサーとして活躍し、後にはバレエ教師としてさまざまな人材を育てた。

## 主な主演作品
- 『ドナウの娘』（1880年）
- 『タリスマン』（1889年）
- 『眠れる森の美女』（1890年）
- 『くるみ割り人形』（1892年）
- 『シンデレラ』（1893年）
- 『白鳥の湖』（1895年）
- 『ライモンダ』（1898年）

## エピソード
- 56年間にわたって現役ダンサーとして活躍を続けていた、ゲルトの実年齢を知る者はいなかった。それを尋ねる者がいると、ゲルトは「23歳だ」と答えるのが常だったという。